# Böfingen
Böfingen ist ein Stadtteil von Ulm in Baden-Württemberg mit 12.161 Einwohnern (31. Dezember 2019). Es liegt etwa fünf Kilometer nordöstlich des Stadtzentrums am Abhang der Schwäbischen Alb. Der alte Teil des Ortes existierte schon im Mittelalter und bestand aus Bauernhöfen und einem Herrschaftssitz, dem Böfinger Schlössle, während der moderne Teil erst nach einem Beschluss des Ulmer Stadtrats von 1957  nach und nach ergänzt wurde. Zusätzlich gehört noch Oberthalfingen zum Ortsgebiet, dass kurz vor der Landesgrenze zu Bayern liegt und unmittelbar an Thalfingen, das zur Gemeinde Elchingen gehört, grenzt. Zum Ortsgebiet wird noch Örlingen gerechnet, das zwar abgesetzt im Örlinger Tal nordwestlich des Eichbergs liegt, aber mit Böfingen über den Örlinger-Tal-Weg erreichbar ist.

## Geschichte
Auf der Böfinger Gemarkung finden sich Siedlungsreste der Alamannen, wie schon die Endung des Ortsnamens auf „ingen“ eine Alamannengründung nahelegt. Etwa 200–400 n. Chr. bestand dort eine Hofgruppe. Im Neubaugebiet Hafenberg (Otto-Lilienthal-Weg) wurden bei Bauarbeiten etwa 70 alamannische Reihengräber aus der Zeit von etwa 500–700 n. Chr. entdeckt und archäologisch erforscht.
Um 1125 wurde in Böfingen eine Burg errichtet, welche 1376 zerstört wurde. Der Weiler war ursprünglich Besitz des Klosters Reichenau, das ihn mit dem Burgstall an die Stadt Ulm verkaufte. Ulm belehnte Hans Strölin, Mitglied des Ulmer Rats, damit und verkaufte demselben das Gut 1449. Im Erbgang gelangte das Gut an mehrere Ulmer Patrizierfamilien, darunter die Löw, Besserer und Schad. 1587 wurde ein neues Schloss erbaut.
1786 bestand Böfingen aus zwei Bauernhöfen und dem Schloss der Familie Besserer. Es waren große Bauerngüter, die Bauern betrieben eine gute Viehzucht und bestellten die Felder nur mit Pferden. Auch hatten beide eine zahlreiche Familie, alles Zeichen von gediegenem Wohlstand.
Böfingen war vor 1826 der Gemeinde und Pfarrei Jungingen zugeteilt, wurde aber im selben Jahr der Ulmer Gemarkung zugeschlagen. 1836 bestand der Ort aus drei Bauernfalllehenhöfen sowie dem gutsherrschaftlichen Schlösschen und wurde von 13 evangelischen Einwohnern bewohnt. Mitte des 19. Jahrhunderts wurden in Böfingen drei Werke der Bundesfestung Ulm errichtet.
Seit 1938 ist der Ort formell Ulmer Stadtteil. 1957 wurde in Böfingen eine ganz neue Wohnsiedlung als Trabantenstadt angelegt, um dringend benötigten Wohnraum zu schaffen. Wegen des großen Wohnungsmangels durch die weitgehende Zerstörung der Ulmer Altstadt im Zweiten Weltkrieg und die große Zahl von Flüchtlingen und Vertriebenen beschloss der Gemeinderat am 16. Juli 1957, eine Wohnsiedlung im Böfinger Braunland anzulegen. Von der Böfinger Steige aus sollten Stichstraßen das zu schaffende Wohngebiet erschließen, außerdem sollte der Stadtteil ein eigenes Nahversorgungszentrum mit Einkaufszentrum und Schulen erhalten. Ab 1960 wurden Böfingen-Süd und Böfingen-Nordost bebaut, Mitte der 1960er-Jahre wurden Einkaufszentrum, Schulen und Kirchen fertiggestellt.
In den 1970er-Jahren sank die Einwohnerzahl in Böfingen, und die eigens errichteten Nahversorgungseinrichtungen drohten zu wenig ausgelastet zu werden. Trotz Protesten von Umweltschutzorganisationen wurden in der Folge ab Beginn der 1980er-Jahre die Baugebiete Böfingen-Ost und Böfingen-Nordost 1 bebaut. Ziel der Stadt war es, junge Familien in den Stadtteil anzuziehen. Böfingen wurde 1992 erneut mit den Wohngebieten Nordost 1, Nordost 2 und Eichberg erweitert. Durch einen Gebietstausch mit Bayern konnte ab 2001 das Wohngebiet Nordost 3 entstehen.

## Wirtschaft und Infrastruktur
In der Donau, südöstlich der Böfinger Ortsmitte, liegt das 1953 in Betrieb genommene „Kraftwerk Böfinger Halde“, das leistungsstärkste Wasserkraftwerk der Stadtwerke Ulm/Neu-Ulm.

## Sehenswürdigkeiten

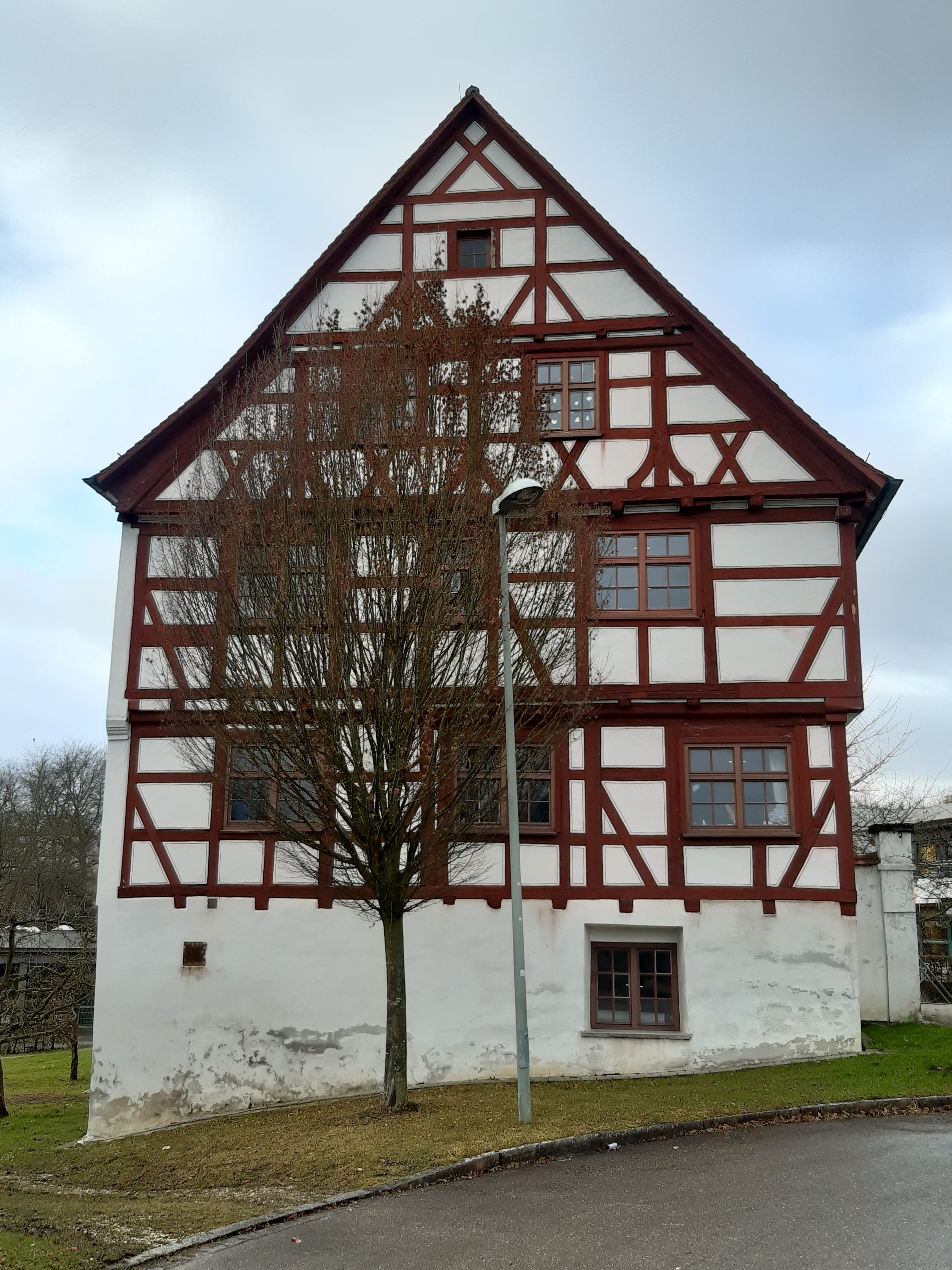
Das Schlössle in Böfingen

Das Böfinger Schloss oberhalb der Donau im Böfinger Weg 28 ist ein Renaissancebau von 1587 und wurde durch den Ulmer Patrizier Jacob Löw erbaut, wie eine Steinplatte mit Wappen und Bauinschrift an der Südseite des Schlosses bezeugt. In dem Neubau wurden höchstwahrscheinlich Baureste der mittelalterlichen Burg verbaut, so der runde untere Teil des Turms und der schmale Westbau. Neben dem Wohnbau besaß das Schloss umfangreiche Ökonomiegebäude, welche zusammen eine Viereckanlage bildeten. Die Ökonomiegebäude wurden 1965 bzw. 1972 endgültig abgetragen.